# Liste der Wappen italienischer Provinzen

Italienische Provinzen

Diese Liste zeigt die Wappen der italienischen Provinzen und Metropolitanstädte in alphabetischer Reihenfolge der Regionen, zu denen sie gehören.

## Abruzzen
| Lage | Flagge | Wappen | Region             | Anmerkungen |
| ---- | ------ | ------ | ------------------ | --- |
|      |        |        | Abruzzen (Abruzzo) | Die Abruzzen (auf Italienisch im Singular: Abruzzo) sind eine Region in Süditalien zwischen Adria und Apennin. |

| Wappen | Lage | Provinz          | Anmerkungen |
| ------ | ---- | ---------------- | ----------- |
|        |      | Provinz L’Aquila |             |
|        |      | Provinz Teramo   |             |
|        |      | Provinz Chieti   |             |
|        |      | Provinz Pescara  |             |

## Aostatal
| Lage | Flagge | Wappen | Region                   | Anmerkungen |
| ---- | ------ | ------ | ------------------------ | --- |
|      |        |        | Aostatal (Valle d’Aosta) | Das Aostatal (italienisch Valle d’Aosta) ist eine autonome Region mit Sonderstatut. Die Region ist die kleinste Region Italiens, sowohl flächen- als auch bevölkerungsmäßig. Die Untergliederung in Provinzen ist abgeschafft. |

## Apulien
| Lage | Flagge | Wappen | Region           | Anmerkungen |
| ---- | ------ | ------ | ---------------- | --- |
|      |        |        | Apulien (Puglia) | Apulien (ital. Puglia, lat. Apulia) ist eine in Südost-Italien gelegene Region mit dem sogenannten „Absatz“ des italienischen „Stiefels“. |

| Wappen | Lage | Provinz                       | Anmerkungen |
| ------ | ---- | ----------------------------- | ----------- |
|        |      | Provinz Barletta-Andria-Trani |             |
|        |      | Metropolitanstadt Bari        |             |
|        |      | Provinz Brindisi              |             |
|        |      | Provinz Foggia                |             |
|        |      | Provinz Lecce                 |             |
|        |      | Provinz Tarent (Taranto)      |             |

## Basilikata
| Lage | Flagge | Wappen | Region                  | Anmerkungen                                                        |
| ---- | ------ | ------ | ----------------------- | ------------------------------------------------------------------ |
|      |        |        | Basilikata (Basilicata) | Basilikata (italienisch Basilicata) ist eine Region in Süditalien. |

| Wappen | Lage | Provinz         | Anmerkungen |
| ------ | ---- | --------------- | ----------- |
|        |      | Provinz Potenza |             |
|        |      | Provinz Matera  |             |

## Emilia-Romagna
| Lage | Flagge | Wappen | Region         | Anmerkungen |
| ---- | ------ | ------ | -------------- | --- |
|      |        |        | Emilia-Romagna | Die Emilia-Romagna grenzt im Norden an den Po, im Osten an die Adria und im Süden an den Apennin sowie an die Republik San Marino. |

| Wappen | Lage | Provinz                   | Anmerkungen |
| ------ | ---- | ------------------------- | ----------- |
|        |      | Metropolitanstadt Bologna |             |
|        |      | Provinz Ferrara           |             |
|        |      | Provinz Forlì-Cesena      |             |
|        |      | Provinz Modena            |             |
|        |      | Provinz Parma             |             |
|        |      | Provinz Piacenza          |             |
|        |      | Provinz Ravenna           |             |
|        |      | Provinz Reggio Emilia     |             |
|        |      | Provinz Rimini            |             |

## Friaul-Julisch Venetien
| Lage | Flagge | Wappen | Region                                          | Anmerkungen |
| ---- | ------ | ------ | ----------------------------------------------- | ----------- |
|      |        |        | Friaul-Julisch Venetien (Friuli-Venezia Giulia) |             |

| Wappen | Lage | Provinz                  | Anmerkungen                       |
| ------ | ---- | ------------------------ | --------------------------------- |
|        |      | Provinz Gorizia          | Die Provinz wurde 2017 aufgelöst. |
|        |      | Provinz Pordenone        | Die Provinz wurde 2017 aufgelöst. |
|        |      | Provinz Triest (Trieste) | Die Provinz wurde 2017 aufgelöst. |
|        |      | Provinz Udine            | Die Provinz wurde 2018 aufgelöst. |

## Kalabrien
| Lage | Flagge | Wappen | Region               | Anmerkungen |
| ---- | ------ | ------ | -------------------- | ----------- |
|      |        |        | Kalabrien (Calabria) |             |

| Wappen | Lage | Provinz                           | Anmerkungen |
| ------ | ---- | --------------------------------- | ----------- |
|        |      | Provinz Catanzaro                 |             |
|        |      | Provinz Cosenza                   |             |
|        |      | Provinz Crotone                   |             |
|        |      | Metropolitanstadt Reggio Calabria |             |
|        |      | Provinz Vibo Valentia             |             |

## Kampanien
| Lage | Flagge | Wappen | Region               | Anmerkungen |
| ---- | ------ | ------ | -------------------- | ----------- |
|      |        |        | Kampanien (Campania) |             |

| Wappen | Lage | Provinz                           | Anmerkungen |
| ------ | ---- | --------------------------------- | ----------- |
|        |      | Provinz Avellino                  |             |
|        |      | Provinz Benevento                 |             |
|        |      | Provinz Caserta                   |             |
|        |      | Metropolitanstadt Neapel (Napoli) |             |
|        |      | Provinz Salerno                   |             |

## Latium
| Lage | Flagge | Wappen | Region         | Anmerkungen |
| ---- | ------ | ------ | -------------- | ----------- |
|      |        |        | Latium (Lazio) |             |

## Ligurien
| Lage | Flagge | Wappen | Region             | Anmerkungen |
| ---- | ------ | ------ | ------------------ | ----------- |
|      |        |        | Ligurien (Liguria) |             |

| Wappen | Lage | Provinz                 | Anmerkungen |
| ------ | ---- | ----------------------- | ----------- |
|        |      | Metropolitanstadt Genua |             |
|        |      | Provinz Imperia         |             |
|        |      | Provinz La Spezia       |             |
|        |      | Provinz Savona          |             |

## Lombardei
| Lage | Flagge | Wappen | Region                | Anmerkungen                                             |
| ---- | ------ | ------ | --------------------- | ------------------------------------------------------- |
|      |        |        | Lombardei (Lombardia) | Wappen: In Silber ein schräggelegtes grünes Wolkenkreuz |

| Wappen | Lage | Provinz                            | Anmerkungen |
| ------ | ---- | ---------------------------------- | ----------- |
|        |      | Provinz Bergamo                    |             |
|        |      | Provinz Brescia                    |             |
|        |      | Provinz Como                       |             |
|        |      | Provinz Cremona                    |             |
|        |      | Provinz Lecco                      |             |
|        |      | Provinz Lodi                       |             |
|        |      | Provinz Mantua (Mantova)           |             |
|        |      | Metropolitanstadt Mailand (Milano) |             |
|        |      | Provinz Monza und Brianza          |             |
|        |      | Provinz Pavia                      |             |
|        |      | Provinz Sondrio                    |             |
|        |      | Provinz Varese                     |             |

## Marken
| Lage | Flagge | Wappen | Region          | Anmerkungen |
| ---- | ------ | ------ | --------------- | ----------- |
|      |        |        | Marken (Marche) |             |

| Wappen | Lage | Provinz                                     | Anmerkungen |
| ------ | ---- | ------------------------------------------- | ----------- |
|        |      | Provinz Ancona                              |             |
|        |      | Provinz Ascoli Piceno                       |             |
|        |      | Provinz Fermo                               |             |
|        |      | Provinz Macerata                            |             |
|        |      | Provinz Pesaro und Urbino (Pesaro e Urbino) |             |

## Molise
| Lage | Flagge | Wappen | Region | Anmerkungen |
| ---- | ------ | ------ | ------ | ----------- |
|      |        |        | Molise |             |

| Wappen | Lage | Provinz            | Anmerkungen |
| ------ | ---- | ------------------ | ----------- |
|        |      | Provinz Campobasso |             |
|        |      | Provinz Isernia    |             |

## Piemont
| Lage | Flagge | Wappen | Region             | Anmerkungen |
| ---- | ------ | ------ | ------------------ | ----------- |
|      |        |        | Piemont (Piemonte) |             |

| Wappen | Lage | Provinz                          | Anmerkungen |
| ------ | ---- | -------------------------------- | ----------- |
|        |      | Provinz Alessandria              |             |
|        |      | Provinz Asti                     |             |
|        |      | Provinz Biella                   |             |
|        |      | Provinz Cuneo                    |             |
|        |      | Provinz Novara                   |             |
|        |      | Metropolitanstadt Turin (Torino) |             |
|        |      | Provinz Verbano-Cusio-Ossola     |             |
|        |      | Provinz Vercelli                 |             |

## Sardinien
| Lage | Flagge | Wappen | Region               | Anmerkungen |
| ---- | ------ | ------ | -------------------- | --- |
|      |        |        | Sardinien (Sardegna) | Symbol der Insel sind die Vier Mohren, von denen sich einer in ähnlicher Forma auch in der Flagge der Nachbarinsel Korsika findet. |

| Wappen | Lage | Provinz                   | Anmerkungen |
| ------ | ---- | ------------------------- | ----------- |
|        |      | Provinz Cagliari          |             |
|        |      | Provinz Carbonia-Iglesias |             |
|        |      | Provinz Medio Campidano   |             |
|        |      | Provinz Nuoro             |             |
|        |      | Provinz Ogliastra         |             |
|        |      | Provinz Olbia-Tempio      |             |
|        |      | Provinz Oristano          |             |
|        |      | Provinz Sassari           |             |

## Sizilien
| Lage | Flagge | Wappen | Region             | Anmerkungen |
| ---- | ------ | ------ | ------------------ | --- |
|      |        |        | Sizilien (Sicilia) | Die Flagge Siziliens (Wappen Siziliens) zeigt eine Triskele im von Rot und Gelb schrägrechts geteilten Flaggentuch (Wappen). |

| Wappen | Lage | Freies Gemeindekonsortium/ Metropolitanstadt   | Anmerkungen |
| ------ | ---- | ---------------------------------------------- | ----------- |
|        |      | Freies Gemeindekonsortium Agrigent (Agrigento) |             |
|        |      | Freies Gemeindekonsortium Caltanissetta        |             |
|        |      | Metropolitanstadt Catania                      |             |
|        |      | Freies Gemeindekonsortium Enna                 |             |
|        |      | Metropolitanstadt Messina                      |             |
|        |      | Metropolitanstadt Palermo                      |             |
|        |      | Freies Gemeindekonsortium Ragusa               |             |
|        |      | Freies Gemeindekonsortium Syrakus (Siracusa)   |             |
|        |      | Freies Gemeindekonsortium Trapani              |             |

## Toskana
| Lage | Flagge | Wappen | Region            | Anmerkungen |
| ---- | ------ | ------ | ----------------- | ----------- |
|      |        |        | Toskana (Toscana) |             |

| Wappen | Lage | Provinz                             | Anmerkungen |
| ------ | ---- | ----------------------------------- | ----------- |
|        |      | Provinz Arezzo                      |             |
|        |      | Metropolitanstadt Florenz (Firenze) |             |
|        |      | Provinz Grosseto                    |             |
|        |      | Provinz Livorno                     |             |
|        |      | Provinz Lucca                       |             |
|        |      | Provinz Massa-Carrara               |             |
|        |      | Provinz Pisa                        |             |
|        |      | Provinz Pistoia                     |             |
|        |      | Provinz Prato                       |             |
|        |      | Provinz Siena                       |             |

## Trentino-Südtirol
| Lage | Flagge | Wappen | Region                                | Anmerkungen |
| ---- | ------ | ------ | ------------------------------------- | ----------- |
|      |        |        | Trentino-Südtirol Trentino-Alto Adige |             |

| Wappen | Lage | Provinz  | Anmerkungen                                                    |
| ------ | ---- | -------- | -------------------------------------------------------------- |
|        |      | Südtirol |                                                                |
|        |      | Trentino | Die gemeine Figur im Wappen des Trentino ist der Wenzelsadler. |

## Umbrien
| Lage | Flagge | Wappen | Region           | Anmerkungen |
| ---- | ------ | ------ | ---------------- | ----------- |
|      |        |        | Umbrien (Umbria) |             |

| Wappen | Lage | Provinz         | Anmerkungen |
| ------ | ---- | --------------- | ----------- |
|        |      | Provinz Perugia |             |
|        |      | Provinz Terni   |             |

## Venetien
| Lage | Flagge | Wappen | Region            | Anmerkungen                                                |
| ---- | ------ | ------ | ----------------- | ---------------------------------------------------------- |
|      |        |        | Venetien (Veneto) | Der Markuslöwe ist das Symbol für den Evangelisten Markus. |

| Wappen | Lage | Provinz                             | Anmerkungen |
| ------ | ---- | ----------------------------------- | ----------- |
|        |      | Provinz Belluno                     |             |
|        |      | Provinz Padua Padova                |             |
|        |      | Provinz Rovigo                      |             |
|        |      | Provinz Treviso                     |             |
|        |      | Metropolitanstadt Venedig (Venezia) |             |
|        |      | Provinz Verona                      |             |
|        |      | Provinz Vicenza                     |             |